# Lobophasma redelinghuysensis
Lobophasma redelinghuysensis är en insektsart som beskrevs av Klass, Picker, Damgaard, van Noort och Koji Tojo 2003. Lobophasma redelinghuysensis ingår i släktet Lobophasma och familjen Austrophasmatidae. Inga underarter finns listade i Catalogue of Life.